# Urząd Schwarzenbek-Land
Urząd Schwarzenbek-Land (niem. Amt Schwarzenbek-Land) - urząd w Niemczech w kraju związkowym Szlezwik-Holsztyn, w powiecie Herzogtum Lauenburg. Siedziba urzędu znajduje się w mieście Schwarzenbek.
W skład urzędu wchodzi 19 gmin:
| 1. Basthorst 2. Brunstorf 3. Dahmker 4. Elmenhorst 5. Fuhlenhagen 6. Grabau 7. Groß Pampau 8. Grove 9. Gülzow 10. Hamfelde | 1. Havekost 2. Kankelau 3. Kasseburg 4. Köthel 5. Kollow 6. Kuddewörde 7. Möhnsen 8. Mühlenrade 9. Sahms |